# Одорнервен
Одорнервен (нід. Odoornerveen) — село в нідерландській провінції Дренте. Входить до муніципалітету Боргер-Одорн.
Його площа становить 17,58 км², а населення станом на 2021 рік складало 415 осіб.